# Pedofilhärvan i Outreau: En fransk rättsskandal
Pedofilhärvan i Outreau: En fransk rättsskandal är en fransk kriminal- och dokumentärserie från 2024 som hade premiär på strömningstjänsten Netflix den 15 mars 2024.

## Handling
Serien kretsar kring en av Frankrikes största rättsskandaler någonsin, ett fall som präglades av grova barnövergrepp och juridiska övertramp.